# 玛莎·莫斯卡廖娃案
玛莎·莫斯卡廖娃案发生于2022年4月俄罗斯入侵乌克兰期间，俄罗斯图拉州叶夫列莫夫的六年级女生玛利亚·莫斯卡列娃因画了一副反战绘画作品而招致了针对她和她父亲阿列克谢·莫斯卡列夫的政治迫害。玛莎·莫斯卡列娃被送进了儿童抚养机构。2023年3月28日，俄罗斯一家法院判处阿列克谢两年徒刑。